# Interstate 579
Pour les articles homonymes, voir Route 579.
L'Interstate 579 (I-579) est une autoroute sud–nord dans la ville de Pittsburgh en Pennsylvanie. L'autoroute fait 2,73 miles (4,39 km) de long. L'I-579 est aussi connue comme le Crosstown Boulevard.
Le terminus nord de l'I-579 se situe à l'I-279 au-delà du terminus nord du Veterans Bridge. Le terminus sud se divise vers le Liberty Bridge en direction sud et le Boulevard of the Allies en direction est, lequel mène à l'I-376 est. La jonction entre l'I-579 et l'I-279 est unidirectionnelle: le trafic de l'I-579 nord ne peut aller que sur l'I-279 nord alors que le trafic de l'I-279 sud ne peut qu'aller sur l'I-579 sud.

## Description du tracé
L'I-579 débute à un échangeur avec la PA 885 et se dirige vers le nord. Des rues du centre-ville sont desservies par l'I-579. L'autoroute traverse le centre-ville de Pittsburgh et passe près du PPG Paints Arena. L'autoroute croise ensuite la PA 380. Elle tourne vers le nord et passe au-dessus des voies ferrées de Union Station. Deux voies réversibles pour les HOV sont présentes au milieu de l'autoroute. Celles-ci se connectent à Bedford Avenue. L'autoroute traverse la rivière Allegheny sur le Veterans Bridge. Un peu après, l'I-579 se termine à un échangeur avec l'I-279 / US 19 Truck / PA 28.

## Liste des sorties
Les sorties ne portent pas de numéros.
| Interstate 579    |              |      |      | |                                                   |
| Comté             | Municipalité | mi   | km   | Intersections / Destinations                                                                                    | Notes                                             |
| Allegheny         | Pittsburgh   | 0,00 | 0,00 | Vers US 19 / PA 51 (en) – Liberty Bridge PA 885 (en) sud (Boulevard of the Allies) vers I-376 est – Monroeville | Continue au-delà du terminus sud                  |
| Allegheny         | Pittsburgh   | 0,10 | 0,16 | Centre Avenue – PPG Paints Arena                                                                                | Sortie direction nord seulement                   |
| Allegheny         | Pittsburgh   | 0,16 | 0,26 | 7th Avenue – Centre des congrès                                                                                 | Sortie direction nord, entrée direction sud       |
| Allegheny         | Pittsburgh   | 0,28 | 0,45 | PA 380 (en) est (Bigelow Boulevard)                                                                             | Sortie direction nord, entrée direction sud       |
| Allegheny         | Pittsburgh   | 0,54 | 0,86 | 7th Avenue / 6th Avenue                                                                                         | Sortie direction sud, entrée direction nord       |
| Allegheny         | Pittsburgh   | 0,77 | 1,24 | Veterans Bridge au-dessus de la rivière Allegheny                                                               | Veterans Bridge au-dessus de la rivière Allegheny |
| Allegheny         | Pittsburgh   | 1,05 | 1,69 | PA 28 (en) nord – Etna                                                                                          | Sortie direction nord, entrée direction sud       |
| Allegheny         | Pittsburgh   | 1,58 | 2,54 | I-279 nord / US 19 Truck nord                                                                                   | Sortie 2A de l'I-279                              |
| - Accès incomplet |              |      |      | |                                                   |